# Hjälpsamma herrn
Hjälpsamma herrn är en svensk dramafilm från 1954 i regi av Robert Brandt och Roland Eiworth. 

## Om filmen
Filmen premiärvisades den 10 mars 1954 på biograf Anglais i Stockholm. Den spelades in vid Europa Studio i Sundbyberg med exteriörer från bland annat Bromma, Centralstationen, med flera platser i Stockholm av Per Stenbeck. Filmen har som förlaga Carl-Gustaf Lindstedts och Roland Eiworths radioserie Hjälpsamma herrn som sändes september 1951 till december 1952. Det var från början meningen att filmen skulle regisseras av Göran Gentele, men andra uppgifter hindrade honom.

## Roller i urval
- Carl-Gustaf Lindstedt - Carl-Gustaf Lindstedt, Hjälpsamma herrn
- Britta Holmberg - Elisabeth, Carl-Gustafs fru
- Douglas Håge - direktör Enolksson
- Arne Källerud - Erik Blomgren, granne
- Ulf Johanson - kamrer Larsson
- Eric Gustafsson - direktör Fackman
- Sif Ruud - fru Elsa Blomgren
- Curt "Minimal" Åström - Nisse Karlsson, medarbetare på kontoret
- Bibi Nyström - sångerskan på restaurangen
- Bo Hammargren - Pelle, Carl-Gustaf och Elisabeths tioårige son
- Inger Nyström - Lillan, Carl-Gustaf och Elisabeths sexåriga dotter
- Rune Stylander - polisman Svensson
- Carin Swensson - hans fru
- Mille Schmidt - dykaren
- Aurore Palmgren - damen med fällstolen

## Musik i filmen
- Bumbelibum, kompositör och text Eve, sång Carl-Gustaf Lindstedt, Britta Holmberg, Douglas Håge, Bo Hammargren och Inger Nyström
- Farväl, kompositör och text Eve, sång Bibi Nyström